# LPR Brakes-Farnese Vini 2009
Questa voce raccoglie le informazioni riguardanti la LPR Brakes-Farnese Vini nelle competizioni ufficiali della stagione 2009.

## Organico

### Staff tecnico
TM=Team Manager; DS=Direttore Sportivo.
|  | Naz.              | Ruolo | Sportivo             |  |  |  |
|  | ----------------- | ----- | -------------------- |  |  |  |
|  | Italia (bandiera) | TM    | Fabio Bordonali      |  |  |  |
|  | Italia (bandiera) | DS    | Mario Manzoni        |  |  |  |
|  | Italia (bandiera) | DS    | Giovanni Fidanza     |  |  |  |
|  | Italia (bandiera) | DS    | Marco Giuseppe Tabai |  |  |  |

### Rosa
|  | Naz.                |  | Sportivo               | Anno |  |  |
|  | ------------------- |  | ---------------------- | ---- |  |  |
|  | Italia (bandiera)   |  | Lorenzo Bernucci       | 1979 |  |  |
|  | Italia (bandiera)   |  | Gabriele Bosisio       | 1980 |  |  |
|  | Italia (bandiera)   |  | Damiano Caruso         | 1987 |  |  |
|  | Italia (bandiera)   |  | Marco Cattaneo         | 1982 |  |  |
|  | Italia (bandiera)   |  | Riccardo Chiarini      | 1984 |  |  |
|  | Italia (bandiera)   |  | Claudio Cucinotta      | 1982 |  |  |
|  | Italia (bandiera)   |  | Danilo Di Luca         | 1976 |  |  |
|  | Italia (bandiera)   |  | Giairo Ermeti          | 1981 |  |  |
|  | Italia (bandiera)   |  | Roberto Ferrari        | 1983 |  |  |
|  | Slovenia (bandiera) |  | Jure Golčer            | 1977 |  |  |
|  | Italia (bandiera)   |  | Sergio Laganà          | 1982 |  |  |
|  | Italia (bandiera)   |  | Sergio Marinangeli     | 1980 |  |  |
|  | Italia (bandiera)   |  | Matteo Montaguti       | 1984 |  |  |
|  | Italia (bandiera)   |  | Fabio Negri            | 1982 |  |  |
|  | Italia (bandiera)   |  | Alberto Ongarato       | 1975 |  |  |
|  | Italia (bandiera)   |  | Alessandro Petacchi    | 1974 |  |  |
|  | Italia (bandiera)   |  | Daniele Pietropolli    | 1980 |  |  |
|  | Italia (bandiera)   |  | Cristiano Salerno      | 1985 |  |  |
|  | Italia (bandiera)   |  | Alessandro Spezialetti | 1975 |  |  |

## Palmarès

### Corse a tappe
- Settimana Ciclistica Lombarda

1ª tappa (cronosquadre)
2ª tappa (Alessandro Petacchi)
4ª tappa (Alessandro Petacchi)
Classifica generale (Daniele Pietropolli)
- Giro d'Italia

2ª tappa (Alessandro Petacchi)
3ª tappa (Alessandro Petacchi)
4ª tappa (Danilo Di Luca)
10ª tappa (Danilo Di Luca)
- Giro del Trentino

4ª tappa (Danilo Di Luca)
- Delta Tour Zeeland

1ª tappa (Alessandro Petacchi)
- Giro di Sardegna

5ª tappa (Alessandro Petacchi)
- Tirreno-Adriatico

2ª tappa (Alessandro Petacchi)
- Giro della Provincia di Grosseto

3ª tappa (Daniele Pietropolli)
Classifica generale (Daniele Pietropolli)

### Corse in linea
- Memorial Marco Pantani (Roberto Ferrari)
- Scheldeprijs Vlaanderen (Alessandro Petacchi)
- Giro di Toscana (Alessandro Petacchi)
- Gran Premio Costa degli Etruschi (Alessandro Petacchi)

## Classifiche UCI

### UCI Europe Tour
Individuale
Piazzamenti dei corridori della LPR-Brakes nella classifica individuale dell'UCI EuropeTour 2009.
| Pos. | Ciclista            | Punti |
| ---- | ------------------- | ----- |
| 5    | Alessandro Petacchi | 469,2 |
| 30   | Daniele Pietropolli | 266,2 |
| 116  | Gabriele Bosisio    | 119,2 |
| 129  | Roberto Ferrari     | 115   |
| 251  | Lorenzo Bernucci    | 64,2  |
| 424  | Damiano Caruso      | 40    |
| 551  | Cristiano Salerno   | 26    |
| 611  | Alberto Ongarato    | 21    |
| 976  | Matteo Montaguti    | 6     |
| 1128 | Giairo Ermeti       | 3,2   |

Squadra
La LPR-Brakes chiuse in nona posizione con 1120,8 punti.

### Calendario mondiale UCI
Individuale
Piazzamenti dei corridori della LPR-Brakes Mokambo nella classifica del Calendario mondiale UCI 2009.
| Pos. | Ciclista            | Punti |
| ---- | ------------------- | ----- |
| 48   | Alessandro Petacchi | 102   |

Squadra
La LPR-Brakes chiuse in ventiquattresima posizione con 102 punti.